# COUNT DOWN ATTACK!!
COUNT DOWN ATTACK!!（カウントダウン・アタック!!）はエフエム山口が1993年4月から2006年3月までの13年間放送していた音楽番組。

## 番組概要
山口県内の主要CDショップの売り上げデータと番組に寄せられたリクエストを集計したFMY独自（実質的には番組独自）のオリジナルチャートとなっている。主要CDショップにはFMYのタイムテーブルが設置してあった。ランキングは洋楽・邦楽ミックスチャートとなっていた。
この番組のもう一つの呼び物が、19時台に行っていた「ライブチケット先行予約」（県内、または近県のコンサート・ライブを特電方式で予約受付を行う）であった。
番組開始当初は土曜夜の放送だったが、一度枠移動したのちに2001年10月に金曜夕方枠に移動、金曜午後のデリシャス・フライデー枠内の『デリシャス・フライデー・COUNT DOWN ATTACK!!』として時間帯を拡大しての放送となった。その後、2003年4月に自社製作の「S@DE Communication」（さでこみ）放送終了により新たに放送開始となった「paradise radio」と放送枠を合わせる形でJFNC制作の「島谷ひとみ ひとみEye-Land」の放送を打ち切り、時間枠を拡大した。
2006年3月をもって、同じく金曜午後の番組MEN'S FOUR ビリビリFridayと統合し、ビリフラMAXにリニューアルする形で13年の歴史に幕を閉じた（19:00 - 19:55はJFNC制作の「坂崎さんの番組」という番組を放送）。番組終了後も、シングルアルバムランキングとチケット先行予約は、後番組のビリフラMAX→Evening Street→FRIDAY Bang! Bang! Highwayでそれぞれ行っている。
「デリフラカウントダウンアタック」や「C・D・A」とも略されて愛された番組であった。エフエム山口の中ではウキウキ放送局やFM県民ダイアリーに次ぐ長寿番組であった。

### 放送時間の変遷
- 1993年 - 不明：土曜19:00 - 19:55
- 不明 - 2001年：土曜21:00 - 21:55（HFM製作・DJ AKASAKA Mail Voxの同時ネット開始に伴う。アーティスト・プロデュース・スーパー・エディションと枠シャッフル）
- 2001年10月 - 2003年4月：金曜17:00 - 19:30（デリシャス・フライデー枠に内包、『デリシャス・フライデー・COUNT DOWN ATTACK!!』として放送）
- 2003年4月 - 2006年3月：金曜17:00 - 19:55

## ナビゲーター
- 井村由美子（番組当初 - 2005年3月）
- 安部杏実 （2005年4月1日 - 2006年3月）

## 金曜日時代の番組タイムテーブル
- 17:16 デリシャスれこめん→シネマ情報
- 17:23 ニュースフラッシュ
- 17:30 交通情報
- 17:35 NICED DAY REPORT - レポーター・浅里佳子
- 17:45 NOW HITS ATTACK - シングルチャートTOP20のうち、10位から6位まで発表
- 17:54 チャンスアタック!!
- 18:00 FUTURE ATTACK - シングルチャートTOP20のうち、20位から11位まで発表
- 18:12 ビート・オン・スポーツ - ウィークリースポーツニューストップ3
- 18:20 交通情報
- 18:25 FREEWAY ATTACK - アルバムチャートTOP10とミニ特集
- 18:50 ウェザー・インフォメーション
- 18:52 カウントダウンアタック!! レコメンデーションソング
- 18:55 山口新聞ニュース
- 19:15 山口宇部フライトインフォメーション
  - シングルチャートTOP20のうち、5位から1位まで発表
  - ライブチケット先行予約
  - フォーチュン・アタック - 週末の占いをランキング形式で発表

- タイムスリップ - 17時台と18時台の終わりに送る懐メロの枠。2004年の各月最終金曜日は「クイズDEメ～ル」のコーナーとなった。